# Stichting KernVisie
De stichting kernvisie is een Nederlandse stichting die in 1995 werd opgericht en zich inzet voor het gebruik van kernenergie.

## De stichting
De stichting kernvisie zet zich in voor het vergroten van het maatschappelijk draagvlak voor kernenergie. Hiertoe beklemtoont de organisatie de voordelen die kernenergie biedt. De organisatie geeft een nieuwbrief uit die gedrukt wordt op 1800 exemplaren.
Voorzitter is Rob Kouffeld, emeritus hoogleraar energievoorziening aan de TU Delft. De rest van het bestuur bestaat vooral uit natuurkundigen.
De stichting kernvisie was een van de organisaties die betrokken waren bij het opzetten van De Groene Rekenkamer.